# Passandra punctulicollis
Passandra punctulicollis là một loài bọ cánh cứng trong họ Passandridae. Loài này được Fairmaire miêu tả khoa học năm 1891.